# Nagroda Filmfare za Najlepszą Muzykę
Nagroda Filmfare za Najlepszą Muzykę (ang. Filmfare Best Music Director Award) – nagroda przyznawana przez "Filmfare Magazine" w ramach corocznego rozdania Nagród Filmfare za najwybitniejsze osiągnięcia w indyjskim kinie kręconym w języku hindi.
Nagrodę przyznano po raz pierwszy w 1953 roku. Wśród kompozytorów muzyki filmowej wielokrotnymi zwycięzcami był duet Shanka-Jaikishen, który 9-krotnie uzyskał nagrodę, duet Laxmikant-Pyarelal (5 nagród), A.R. Rahman (7 - krotnie odznaczony), duet Nadeem-Shravan (4 razy wyróżniony) i Rahul Dev Burman (3 razy nagrodzony).

## Lista osób nagrodzonych

### od 2000
- 2008 A.R. Rahman Guru
- 2007 A.R. Rahman Rang De Basanti
- 2006 Shankar-Ehsaan-Loy Bunty i Babli
- 2005 Anu Malik Jestem przy tobie
- 2004 Shankar-Ehsaan-Loy Gdyby jutra nie było
- 2003 A.R. Rahman Saathiya
- 2002 A.R. Rahman Lagaan
- 2001 Rajesh Roshan Kaho Naa... Pyaar Hai
- 2000 A.R. Rahman Taal

### od 1990
- 1999 A.R. Rahman Dil Se
- 1998 Uttam Singh Dil To Pagal Hai
- 1997 Nadeem-Shravan Raja Hindustani
- 1996 A.R. Rahman Kolorowa
- 1995 Rahul Dev Burman 1942: A Love Story
- 1994 Anu Malik Baazigar
- 1993 Nadeem-Shravan Deewana
- 1992 Nadeem-Shravan Saajan
- 1991 Nadeem-Shravan Aashiqui
- 1990 Raamlaxman Maine Pyar Kiya

### od 1980
- 1989 Anand-Milind Qayamat Se Qayamat Tak
- 1988 bez nagród
- 1987 bez nagród
- 1986 Ravindra Jain Ram Teri Ganga Maili
- 1985 Bappi Lahiri Sharabi
- 1984 Rahul Dev Burman Masoom
- 1983 Rahul Dev Burman Sanam Teri Kasam
- 1982 Khayyam Umrao Jaan
- 1981 Laxmikant-Pyarelal Karz
- 1980 Laxmikant-Pyarelal Sargam

### od 1970
- 1979 Laxmikant-Pyarelal Satyam Shivam Sundaram
- 1978 Laxmikant-Pyarelal Amar Akbar Anthony
- 1977 Khayyam Kabhi Kabhie
- 1976 Rajesh Roshan Julie
- 1975 Kalyanji-Anandji Kora Kagaaz
- 1974 S.D. Burman Abhimaan
- 1973 Shankar-Jaikishan Be-Imaan
- 1972 Shankar-Jaikishan Mera Naam Joker
- 1971 Shankar-Jaikishan Pehchaan
- 1970 Laxmikant-Pyarelal Jeene Ki Raah

### od 1960
- 1969 Shankar-Jaikishan Brahmachari
- 1968 Laxmikant-Pyarelal Milan (film)
- 1967 Shankar-Jaikishan Suraj
- 1966 Ravi Khandaan
- 1965 Laxmikant-Pyarelal Dosti
- 1964 Roshan Taj Mahal (film)
- 1963 Shankar Jaikishan Professor
- 1962 Ravi Gharana
- 1961 Shankar-Jaikishan Dil Apna Aur Preet Parai
- 1960 Shankar-Jaikishan Anari

### od 1954
- 1959 Salil Chowdhury Madhumati
- 1958 O.P. Nayyar Naya Daur
- 1957 Shankar-Jaikishan Chori Chori
- 1956 Hemant Kumar Nagin
- 1955 S.D. Burman "Jaye To Jaye Kahan (Talat version)" Taxi Driver
- 1954 Naushad "Tu Ganga Ki Mauj" Baiju Bawra

Pierwotnie przyznawano nagrodę kompozytorowi tylko za jedna najlepszą piosenkę w filmie, dlatego w roku 1953 Naushad otrzymał nagrodę za piosenkę "Tu Ganga Ki Mauj" z filmu Baiju Bawra, a w 1954 S.D. Burman za piosenkę "Jaye To Jaye Kahan" z filmu Taxi Driver. Od 1955 roku nagrody przyznawano za muzykę do filmu.

## Nominacje do nagrody

### 2008
- A.R. Rahman (Guru)
- Monty Sharma (Saawariya)
- Pritam Chakraborty, (Kiedy ją spotkałem)
- Pritam Chakraborty, (Life in a... Metro)
- Vishal-Shekhar (Om Shanti Om)